# Talal (roi de Jordanie)
Talal ben Abdallah (arabe : طلال بن عبد الله بن الحسين), né le 26 février 1909, mort le 7 juillet 1972, est roi de Jordanie du 20 juillet 1951 jusqu'à son abdication forcée le 11 août 1952 pour raison de santé (on dit qu'il souffrait de schizophrénie).

## Biographie
Il est né à La Mecque en 1909. En 1934, il se marie avec Zein al-Sharaf Talal, sa cousine germaine. Il entame ensuite ses études à l'académie royale militaire de Sandhurst d'où il ressort diplômé en 1939.
Il monte sur le trône à la suite de l'assassinat de son père, le roi Abdallah Ier à Jérusalem.
Pendant son court règne, il met en place une constitution plus libérale pour le royaume hachémite. Cette constitution est ratifiée le 1er janvier 1952.
Beaucoup jugent que son règne a servi au royaume à développer des relations nouvelles avec des États arabes voisins, comme l'Égypte et l'Arabie saoudite, qui reprochaient à son père l'annexion de la Cisjordanie.
Après sa déposition par le Parlement, son fils Hussein âgé de seize ans, lui succède.

## Décorations

### Décorations jordaniennes
Grand maître des ordres nationaux de Jordanie entre 1951 et 1952.
- Collier de l'ordre de Ali ibn Hussein
- Grand cordon avec collier de l'ordre suprême de la Renaissance
- Grand cordon avec collier de l'ordre de l'Étoile de Jordanie
- Grand cordon avec collier de l'ordre jordanien de l'Indépendance

### Décorations étrangères
- Grand-croix de l'ordre du Mérite militaire (Espagne)
- Collier de l'ordre des Hachémites (it) (royaume d'Irak)
- Grand cordon de l'ordre des deux Rivières (royaume d'Irak)